# كمير (أسطورة)
كِمِّير أو خَيْمَر وباليونانية (Χίμαιρα, Chímaira) هو مخلوق في الأساطير الإغريقية له رأس أسد وجسم شاة وذيل أفعى. وتستخدم كلمة كمير لتصف هذا المخلوق أو لتدل على الوهم أو السراب أو حلم لا سبيل لتحقيقه.
روَّع إقليمي كاريا Caria وليقيا Lycia بآسيا الصغرى. قضى عليه، آخرَ الأمر، البطل الكورنثي بلِّيروفون Bellerophon.